# Distretto di Abim
Il distretto di Abim è un distretto dell'Uganda, situato nella Regione settentrionale.